# Bartlettina
Bartlettina là một chi thực vật có hoa trong họ Cúc (Asteraceae).

## Loài
Chi Bartlettina gồm các loài: